# Первомайський (Горноуральський міський округ)
Первома́йський (рос. Первомайский) — селище у складі Горноуральського міського округу Свердловської області.
Населення — 862 особи (2010, 892 у 2002).
Національний склад станом на 2002 рік: росіяни — 93 %.